# Satz von Kuratowski
Der Satz von Kuratowski (nach Kazimierz Kuratowski) ist ein Satz aus der Graphentheorie, der wichtige Aussagen zu planaren Graphen macht und die Frage nach der Planarität (Plättbarkeit) eines Graphen beantwortet.

## Planarität

Animation: der Petersen-Graph enthält als Minor und ist deshalb nicht planar.

Ein Graph wird genau dann als planar (plättbar) bezeichnet, wenn es möglich ist, den Graphen so in die (2-dimensionale) Ebene zu zeichnen, dass sich die Kanten des Graphen nicht schneiden. Die Kanten dürfen sich lediglich in den Knoten des Graphen berühren.
Die folgenden beiden Graphen sind planar, wobei die Planarität von {\displaystyle G_{2}} erst deutlich wird, wenn man {\displaystyle G_{2}} anders zeichnet.

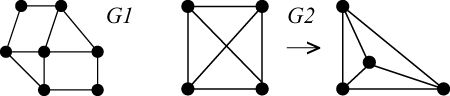
Abb. 1: Beispielgraphen G1 und G2

## Die GraphenK5undK3,3

Abb. 2:

Abb. 3:

Der Satz von Kuratowski benutzt zwei spezielle Graphen: {\displaystyle K_{5}} und {\displaystyle K_{3,3}}. Bei {\displaystyle K_{5}} handelt es sich um den vollständigen Graphen mit 5 Knoten (siehe Abb. 2), bei {\displaystyle K_{3,3}} um einen vollständig bipartiten Graphen, der in zwei je dreielementige Teilmengen aufgeteilt ist (siehe Abb. 3).
Beide Graphen sind nicht planar. Sie sind sogar die kleinsten nicht-planaren Graphen überhaupt, was direkt aus dem Satz von Kuratowski folgt.

## Der Satz von Kuratowski
Der Satz von Kuratowski besagt, dass ein Graph genau dann planar ist, wenn er keinen Teilgraphen besitzt, der ein Unterteilungsgraph des {\displaystyle K_{5}} oder des  {\displaystyle K_{3,3}} ist. Einen Unterteilungsgraphen erhält man, indem man wiederholt eine Kante durch ein inzidentes Kantenpaar ersetzt.
Alternativ kann man formulieren, dass ein Graph genau dann planar ist, wenn er weder den {\displaystyle K_{5}} noch den {\displaystyle K_{3,3}} als topologischen Minor enthält.